# Antechinus puteus
Antechinus puteus — вид кволових, рештки знайдено поблизу Техасу, південно-східний Квінсленд. Схожий на мишу рід хижаків Antechinus вміщує багато видів, що проживають в Австралії та Новій Гвінеї. Antechinus puteus є першим описаним викопним видом. Стів Ване Дік розглядав цей вид як основу для видів з родів Antechinus і Murexia. Antechinus puteus помітно більший за поширений Antechinus flavipes. Рештки цих двох видів були знайдені разом, що вказує на те, що вони перетинались протягом пізнього плейстоцену. Antechinus puteus відрізняється від свого найближчого родича Antechinus flavipes також його більш косо орієнтованими одно-корінними третіми премолярами й меншими гострими кінчиками других молярів.